# Oktavmandola
Oktavmandola är ett stränginstrument som tillhör mandola-familjen, där även mandolinen ingår. Instrumentet har i sin vanligaste form fyra unisont stämda par strängar med en kvintintervall mellan paren. Oktavmandolan är en variant inom mandola/mandolin-familjen och är i regel stämd en oktav under mandolinen .

## Stämning
Oktavmandolan är stämnd en oktav under mandolinens, det vill säga som Gdae (lägst till högst). Enligt internationell standard förekommer följande storlekar i mandolin-/mandolafamiljen, räknat från den minsta till den största:
- mandolin – stämd gd1a1e2 (= samma som violin[1])
- mandola (även oktavmandolin, tenormandola, bouzouki) – stämd cgd1a1[1]
- oktavmandola – stämd Gdae (= en oktav under mandolin)[1]
- mandocello – stämd CGda (= en oktav under mandola)[1]
- mandobas (fyrsträngad, stämd GDA1E1 (= likadant som en kontrabas)[1]

## Andra namn och varianter
Ytterligare namn som förekommer på moderna flatbottnade instrument i denna familj är till exempel låtmandola, irländsk bouzouki och cittern eller cister. Även andra namn förekommer. Dessa instrument är idag knappast standardiserade. Det förekommer variationer när det gäller kroppens utseende, storlek och halsens längd. Instrumenten kan också ha fler än fyra par strängar och vara stämda på flera alternativa sätt. De svenska instrumentbyggarna Christer Ådin, Grebbestad och Ola Söderström, Upplands Väsby, har fortsatt att utveckla instrumenten i samarbete med musiker som till exempel Ale Möller. 